# Rudersdal (općina)
Rudersdal je općina u danskoj regiji Hovedstaden.

## Zemljopis
Općina se nalazi u sjeveroistočnom dijelu otoka Zelanda, prositire se na 	73,8 km2.

## Stanovništvo
Prema podacima o broju stanovnika iz 2010. godine općina je imala 	54.444 stanovnika, dok je prosječna gustoća naseljenosti 730,56 stan/km2. Središte općine je grad Holte.

## Vanjske poveznice
- Službena stranica općine